# Daniël Delprat
Daniël Delprat (Amsterdam, 15 augustus 1758 - Den Haag, 27 mei 1841) was een Nederlands predikant.

## Leven
Delprat studeerde theologie aan de Universiteit van Leiden en de Universiteit van Amsterdam. Van 1788 tot 1790 was hij predikant in Zutphen, waarna hij korte tijd predikant in Utrecht was. In 1791 werd hij predikant bij de Waalse gemeente in Den Haag. In 1798 werd hij aangesteld als secretaris-generaal van secretaris van Staat van Buitenlandse Zaken Maarten van der Goes van Dirxland en hij vervulde dezelfde ambtelijke positie onder koning Lodewijk Napoleon.
In 1817 werd hij benoemd tot hofpredikant. Hij onderwees onder meer prinses Marianne van Oranje-Nassau en de latere koning Willem III der Nederlanden. Ook bevestigde hij in 1830 het huwelijk van prinses Marianne met prins Albert van Pruisen.

## Stamboom Delprat (fragment)
- Daniël Delprat (1758-1841)
  - Isaäc Paul Delprat (1793-1880), Nederlands generaal en Eerste Kamerlid
  -  Félix Albert Théodore Delprat (1812-1888), Nederlands militair en minister van Oorlog
    - Theodore Felix Albert Delprat (1851-1932), gemeenteraadslid en wethouder van Amsterdam
      -  Jacques Paul Delprat (1882-1956), Nederlands bobsleeër

    -  Constant Charles Delprat (1854-1934), huisarts, curator Universiteit van Amsterdam
      - Daniël Apollonius Delprat (1890-1988), Nederlands politicus voor de VVD